# Maelo
Maelo je bila havajska plemkinja i kraljica Kone na otoku Oahuu.

## Životopis
Maelo je rođena u 13. ili 14. stoljeću. Njezin je otac bio visoki poglavica Kuolono, a majka joj se zvala Kaneakaleleoi. 
Preko oca je bila potomak legendarnog poglavice Mawekea, a njezini bratići Lakona i Kaulaulaokalani također su vladali Oahuom.
Udala se za Lauli-a-Lau, sina Laamaikahikija, te je imala sina Laulihewu, preko kojeg je bila predak kralja Maʻilikukahija.

## Obiteljsko stablo
| Muškarac       | Žena                           | Dijete         |
| -------------- | ------------------------------ | -------------- |
| Maweke         | Naiolaukea                     | Mulielealii    |
| Maweke         | Naiolaukea                     | Keaunui        |
| Maweke         | Naiolaukea                     | Kalehenui      |
| Mulielealii    | Wehelani                       | Moikeha        |
| Mulielealii    | Wehelani                       | Kumuhonua      |
| Mulielealii    | Wehelani                       | Olopana        |
| Moikeha        | Henauulua i Hooipo i Kamalanae | Hookamalii     |
| Moikeha        | Henauulua i Hooipo i Kamalanae | Haulanuiaiakea |
| Moikeha        | Henauulua i Hooipo i Kamalanae | Kila           |
| Moikeha        | Henauulua i Hooipo i Kamalanae | Umalehu        |
| Moikeha        | Henauulua i Hooipo i Kamalanae | Kaialea        |
| Moikeha        | Henauulua i Hooipo i Kamalanae | Kekaihawewe    |
| Moikeha        | Henauulua i Hooipo i Kamalanae | Laukapalala    |
| Hookamalii     | Keahiula                       | Kahai          |
| Kahai          | Keheau                         | Kuolono        |
| Kuolono        | Kaneakaleleoi                  | Maelo          |
| Lauli-a-Laa    | Maelo                          | Laulihewa      |
| Laulihewa      | Akepamaikalani                 | Kahuoi         |
| Kahuoi         | Pelea                          | Puaakahuoi     |
| Puaakahuoi     | Nononui                        | Kukahiaililani |
| Kukahiaililani | Kokalola                       | Maʻilikukahi   |